# Ellsworth (Wisconsin)
Ellsworth – miasto w Stanach Zjednoczonych, w stanie Wisconsin, w hrabstwie Pierce.